# Anna Wasilewska (lekarka)
Anna Maria Wasilewska – polska naukowiec, lekarz nefrolog, profesor nauk medycznych. Prodziekan ds. Studenckich Wydziału Lekarskiego z Oddziałem Stomatologii i Oddziałem Nauczania w Języku Angielskim Uniwersytetu Medycznego w Białymstoku, dyrektor Uniwersyteckiego Dziecięcego Szpitala Klinicznego im. Ludwika Zamenhofa w Białymstoku.

## Życiorys
W 1992 ukończyła studia na kierunku lekarskim na Akademii Medycznej w Białymstoku. Od 1994 pracuje w I Klinice Chorób Dzieci AMB. W 1997 pod kierunkiem prof. Walentyny Marii Zoch-Zwierz obroniła pracę doktorską „Całodobowe monitorowanie ciśnienia tętniczego krwi u dzieci z zespołem nerczycowym leczonych pulsami fenikortu” uzyskując stopień naukowy doktora nauk medycznych. W 2003 odbyła staż naukowy w Klinice Nefrologii Dziecięcej Szpitala Charité w Berlinie, a w 2004 w Uniwersyteckiej Szkole Medycznej w Miami. W 2007 na podstawie osiągnięć naukowych i złożonej rozprawy „Ocena wybranych czynników wpływających na skuteczność leczenia zespołu nerczycowego u dzieci” uzyskała stopień naukowy doktora habilitowanego nauk medycznych. Po habilitacji odbyła staże naukowe w Great Ormond Hospital (2008) oraz The Royal Free Hampstead NHS Trust Hospital w Londynie (2009), w Klinice Nefrologii i Nadciśnienia Tętniczego w Paryżu (2010) oraz w Klinice Nefrologii i Nadciśnienia Tętniczego dla Dzieci w Walencji (2011). W 2011 otrzymała tytuł naukowy profesora. Posiada specjalizację z pediatrii II stopnia (1999), nefrologii (2005) oraz nefrologii dziecięcej (2015).
Od 2016 pełni funkcję prodziekana do spraw studenckich Wydziału Lekarskiego z Oddziałem Stomatologii i Oddziałem Nauczania w Języku Angielskim UMB. Od października 2016 była pełniącą obowiązki, zaś od marca 2017 objęła na drodze konkursu stanowisko dyrektora Uniwersyteckiego Dziecięcego Szpitala Klinicznego im. Ludwika Zamenhofa w Białymstoku. Jest członkiem Zarządu Polskiego Towarzystwa Nefrologii Dziecięcej oraz konsultantem wojewódzkim w dziedzinie pediatrii.

## Odznaczenia
- Brązy Krzyż Zasługi (2006)[9]
- Srebrny Krzyż Zasługi (2020)[10]